# Lista dos cem municípios mais populosos da Região Nordeste do Brasil

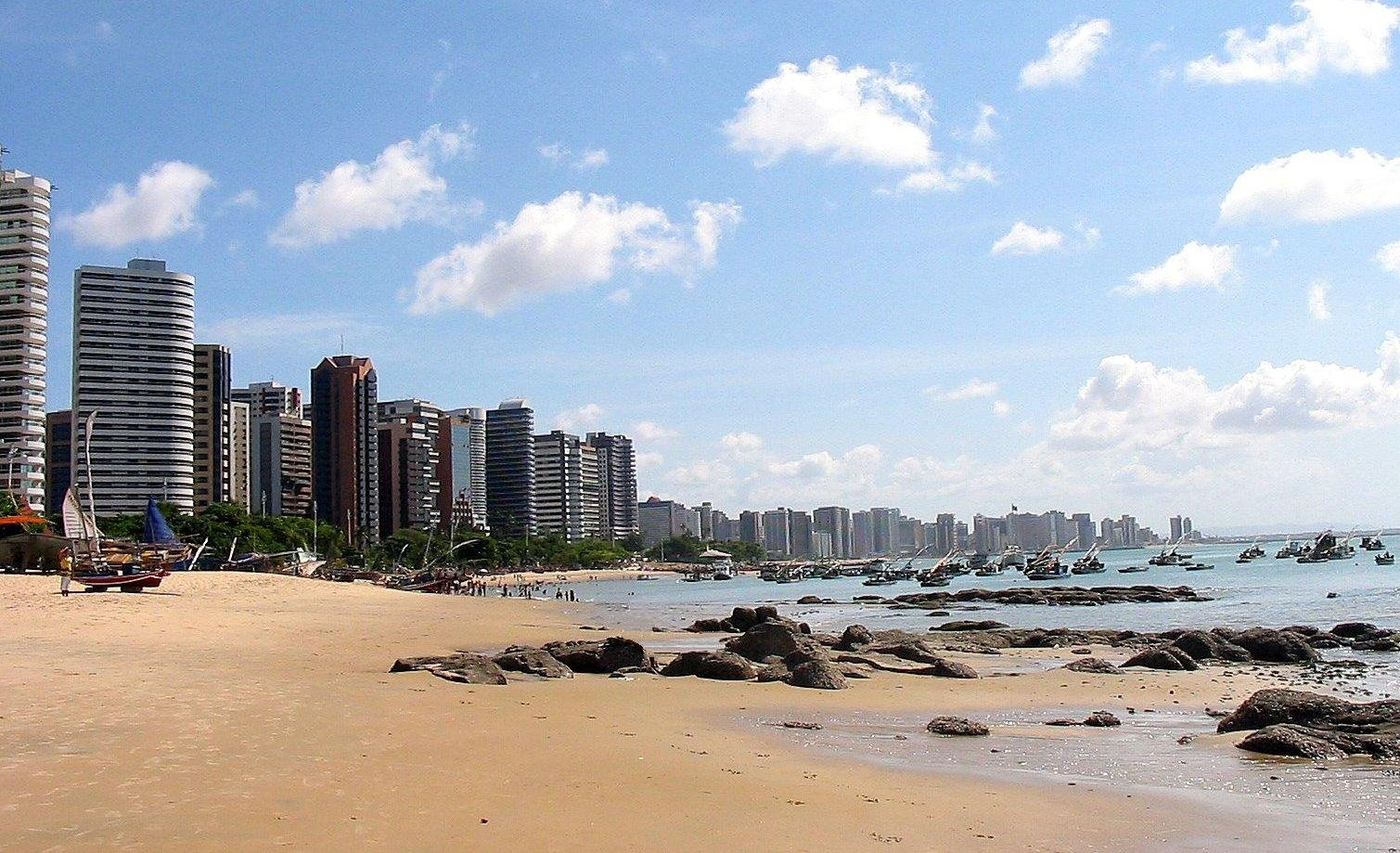
Fortaleza, Ceará

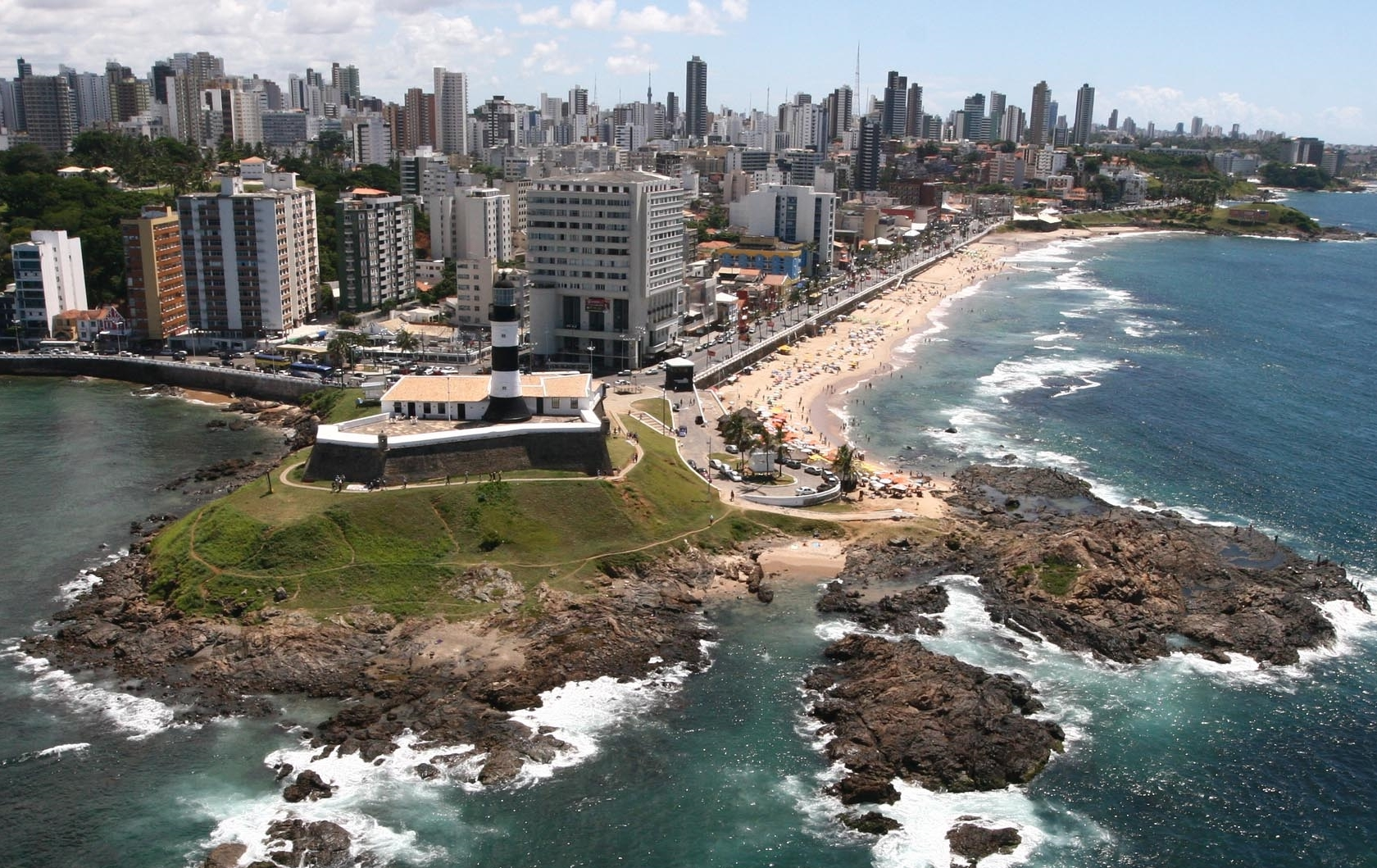
Salvador, Bahia

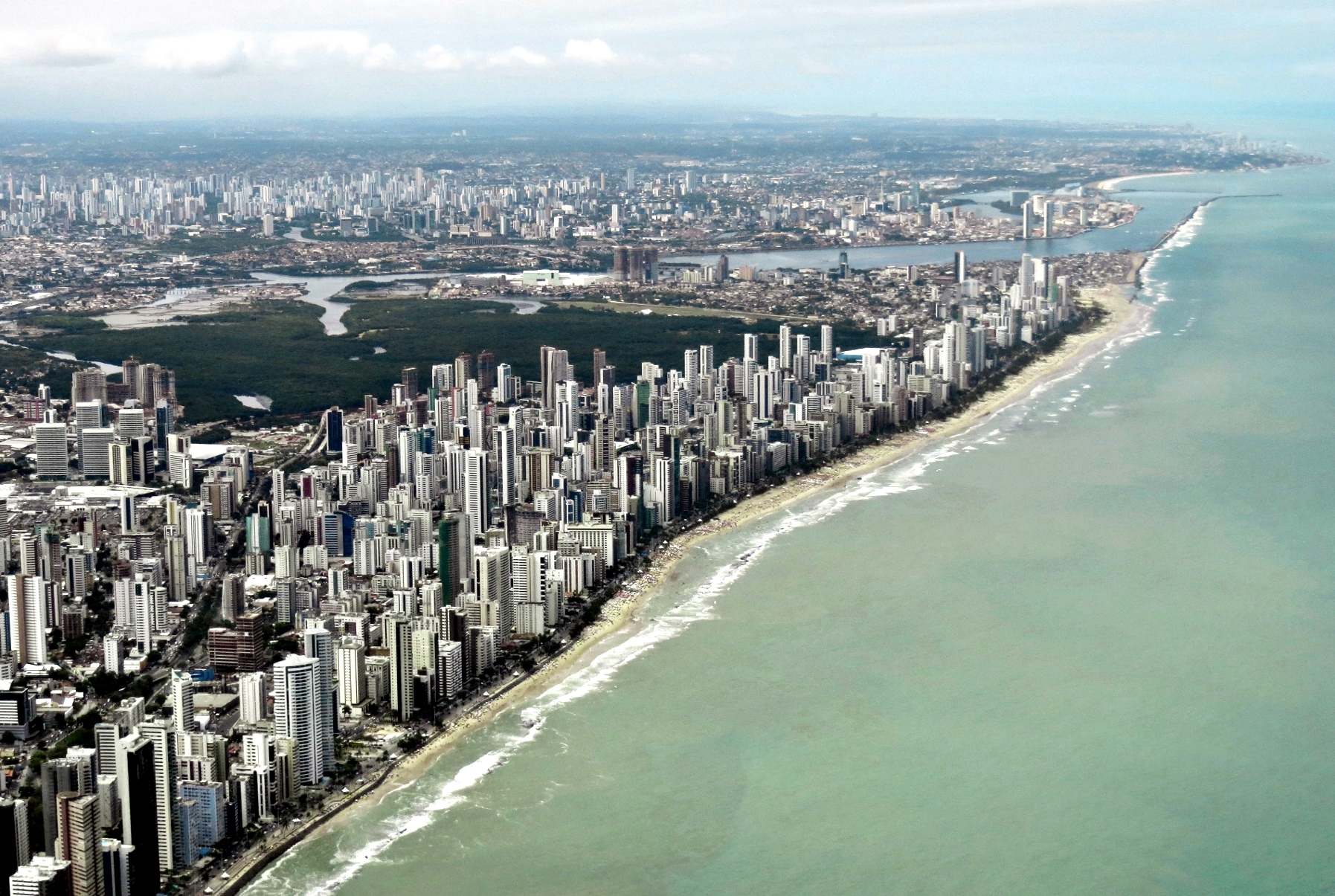
Recife, Pernambuco

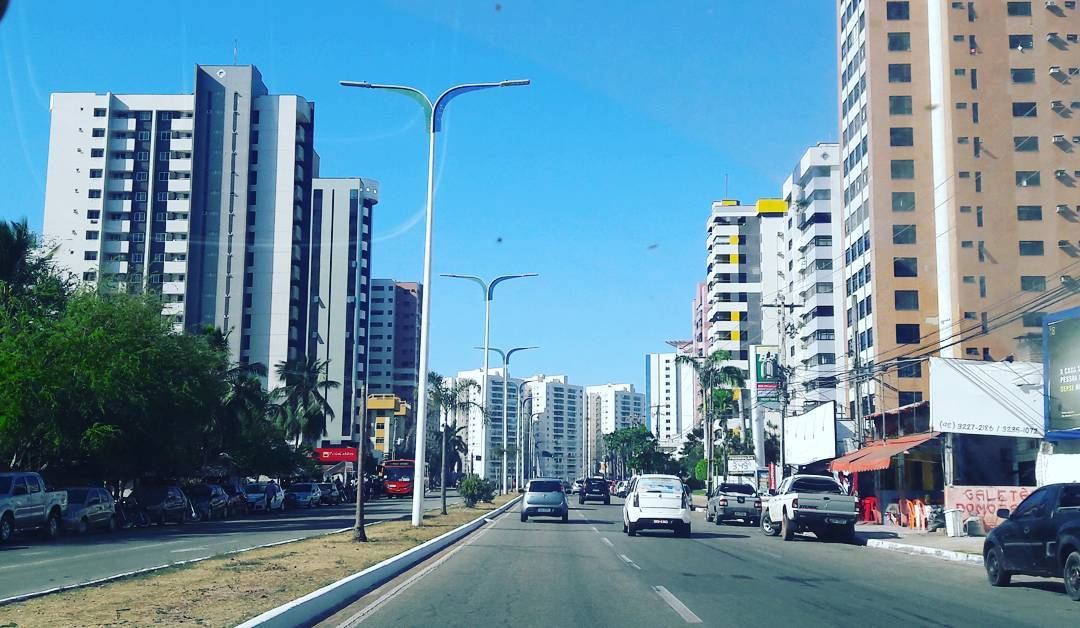
São Luís, Maranhão

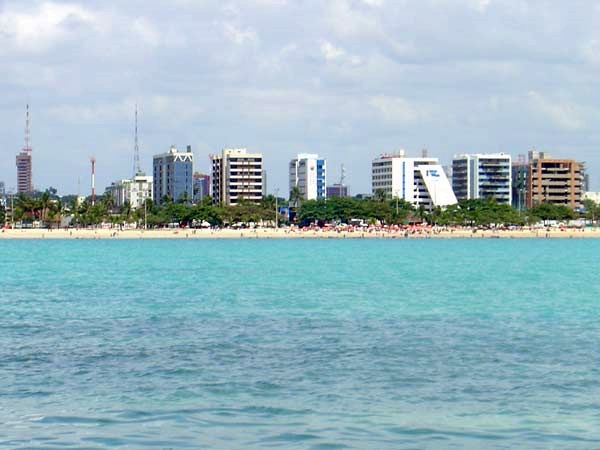
Maceió, Alagoas

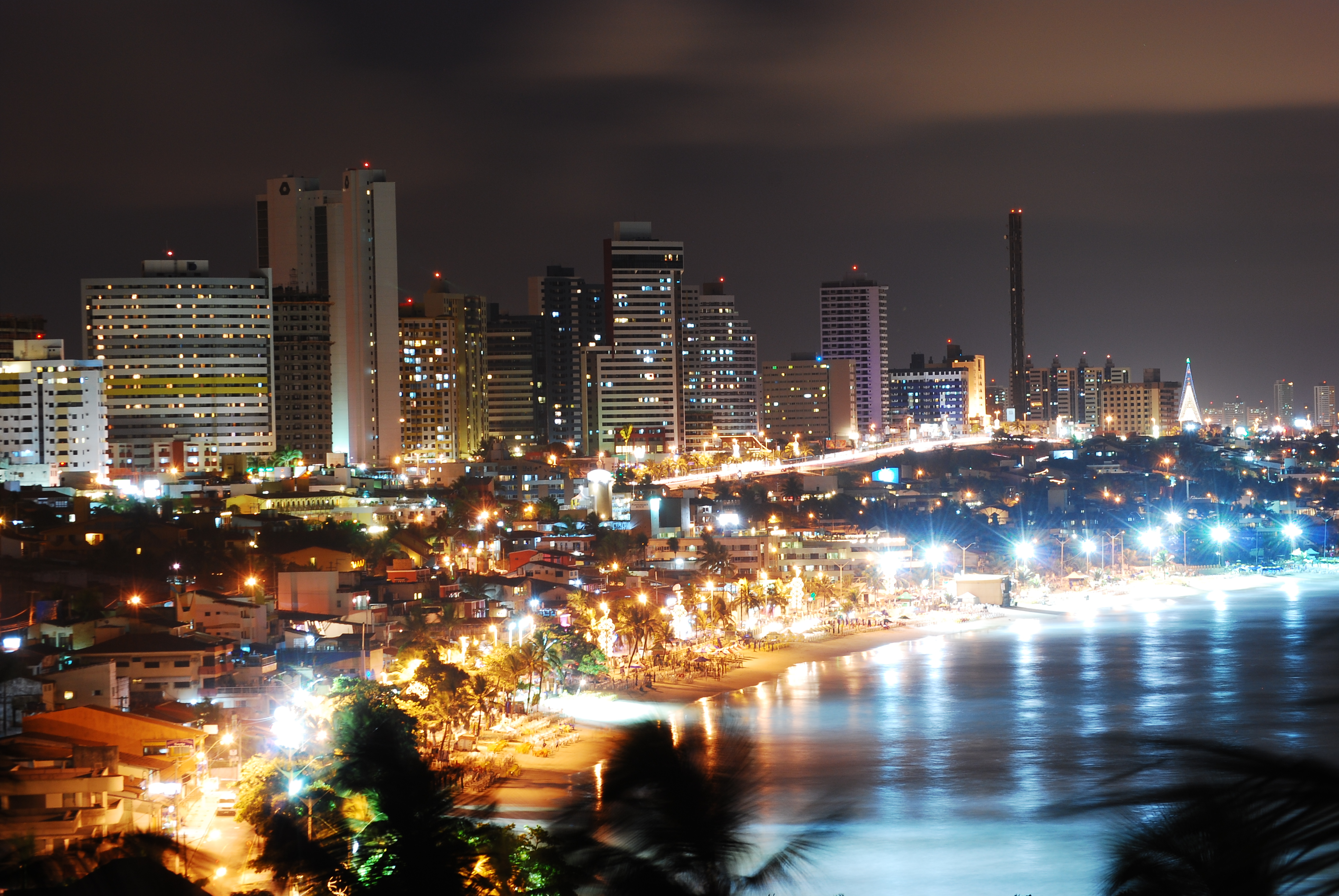
Natal, Rio Grande do Norte

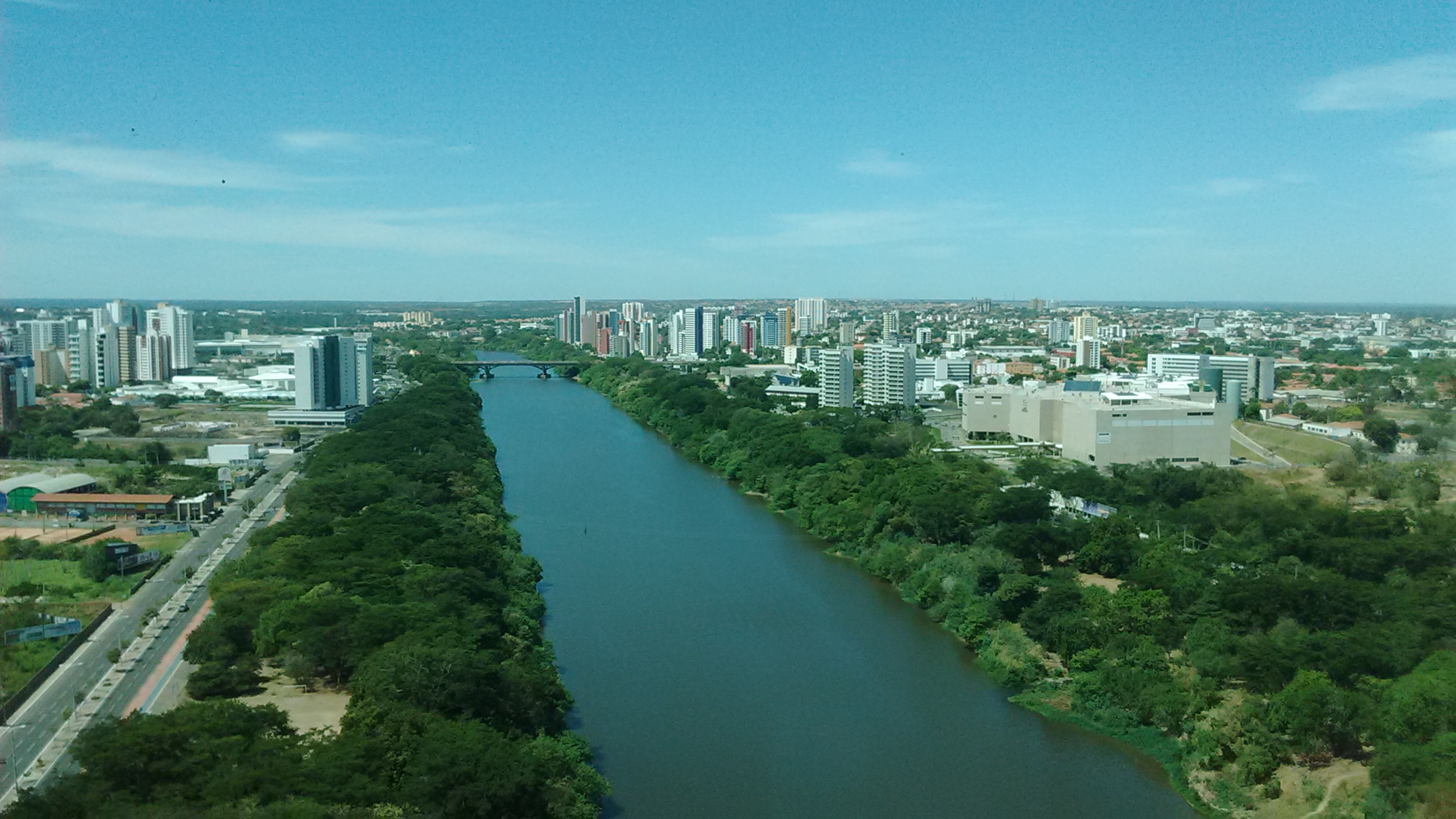
Teresina, Piauí

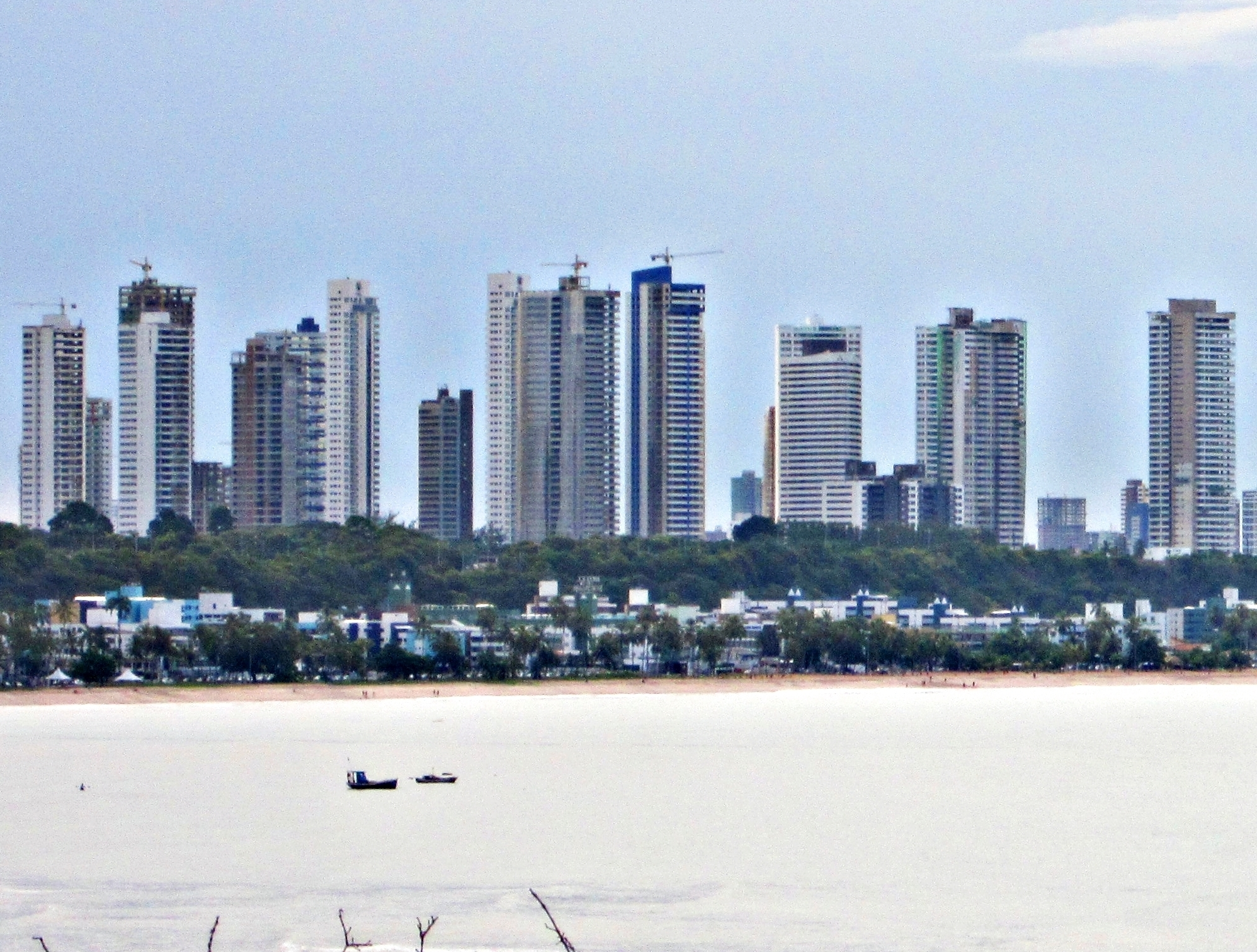
João Pessoa, Paraíba

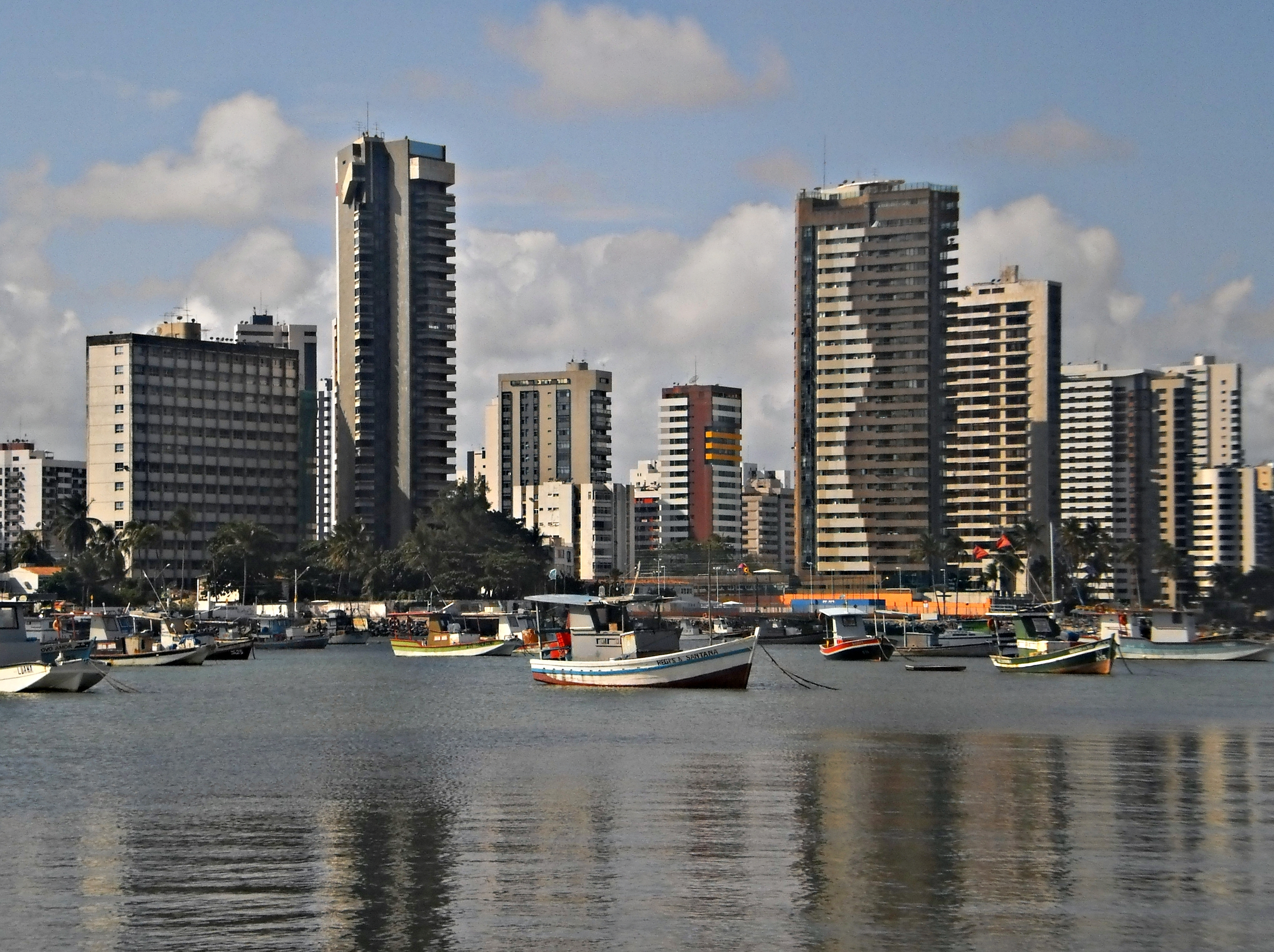
Jaboatão dos Guararapes, Pernambuco

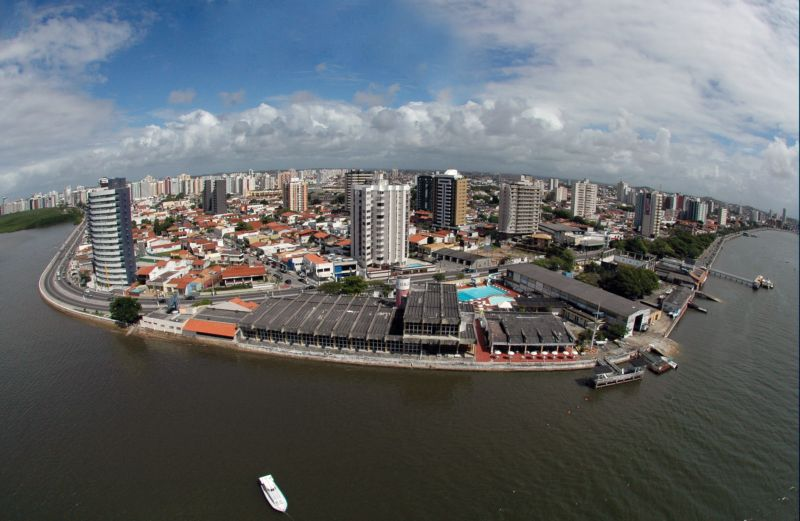
Aracaju, Sergipe

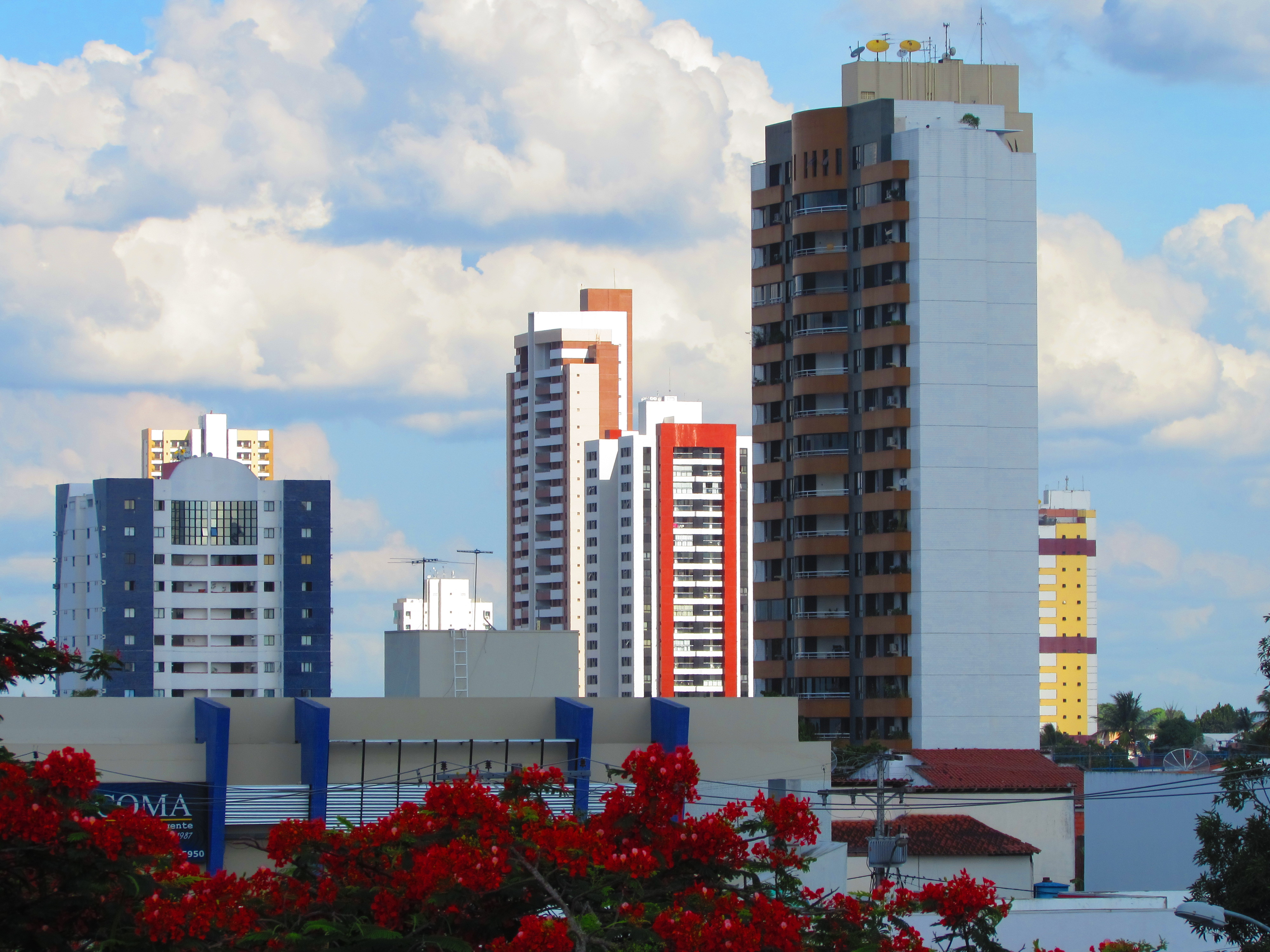
Feira de Santana, Bahia

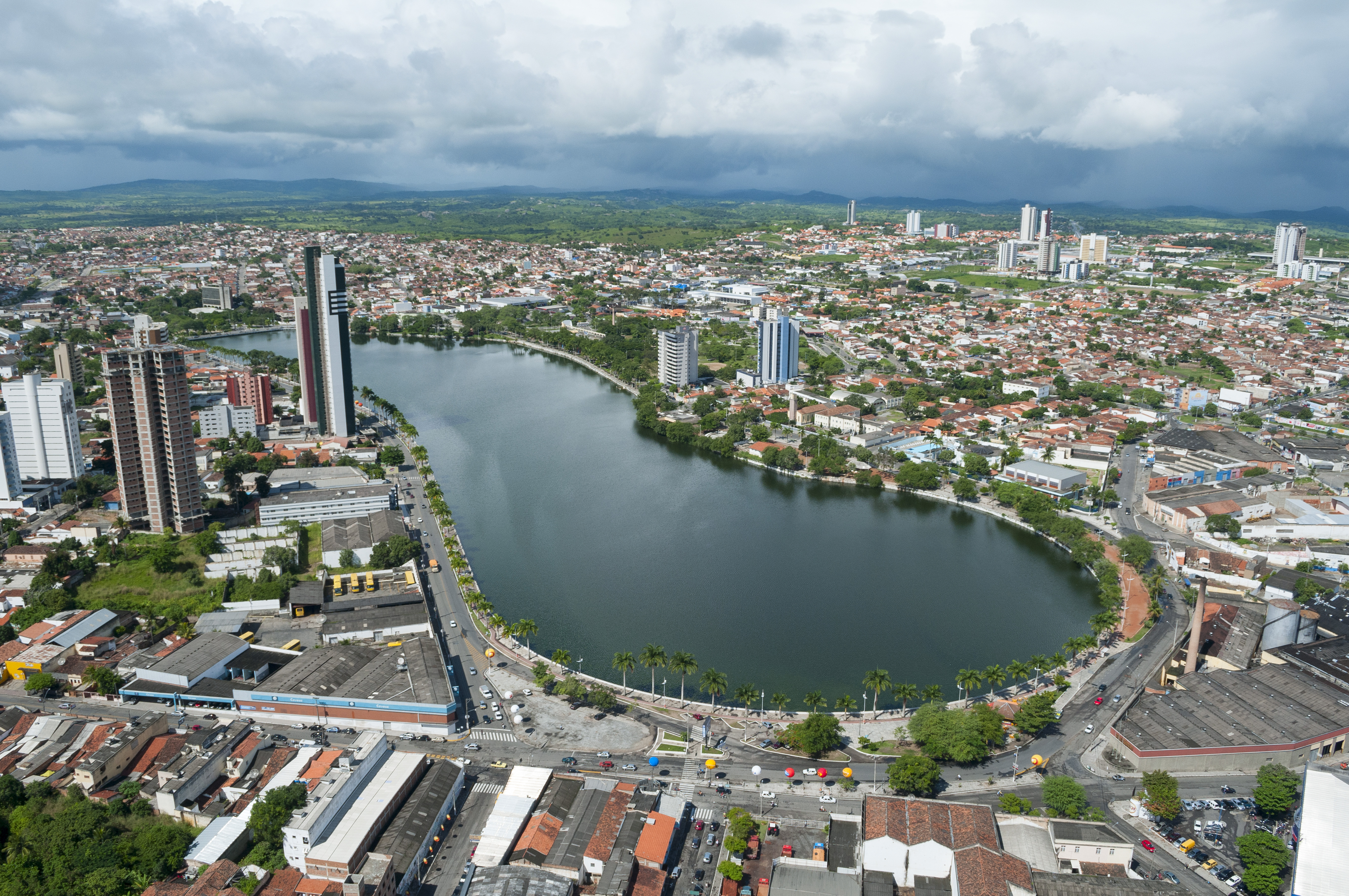
Campina Grande, Paraíba

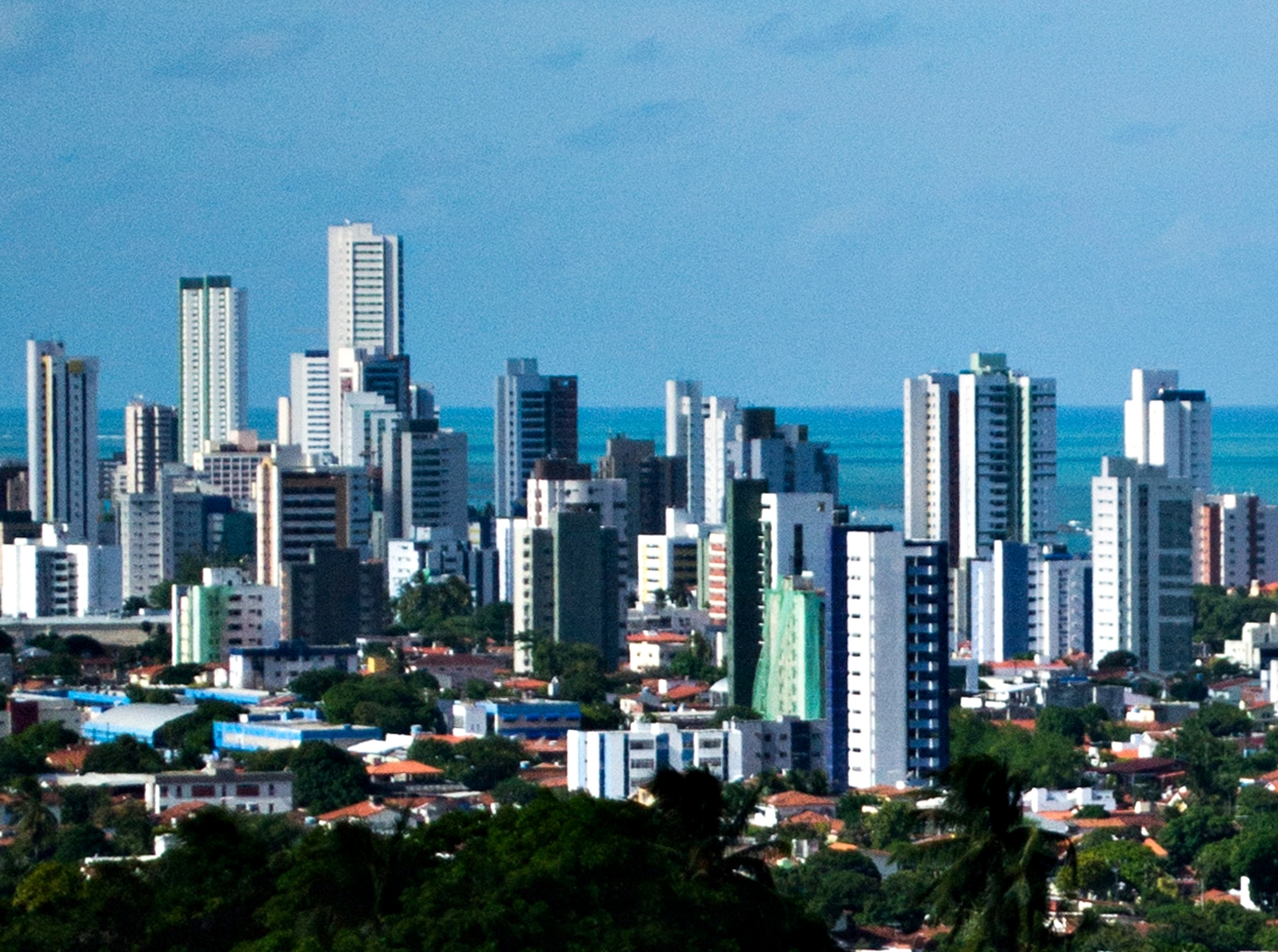
Olinda, Pernambuco

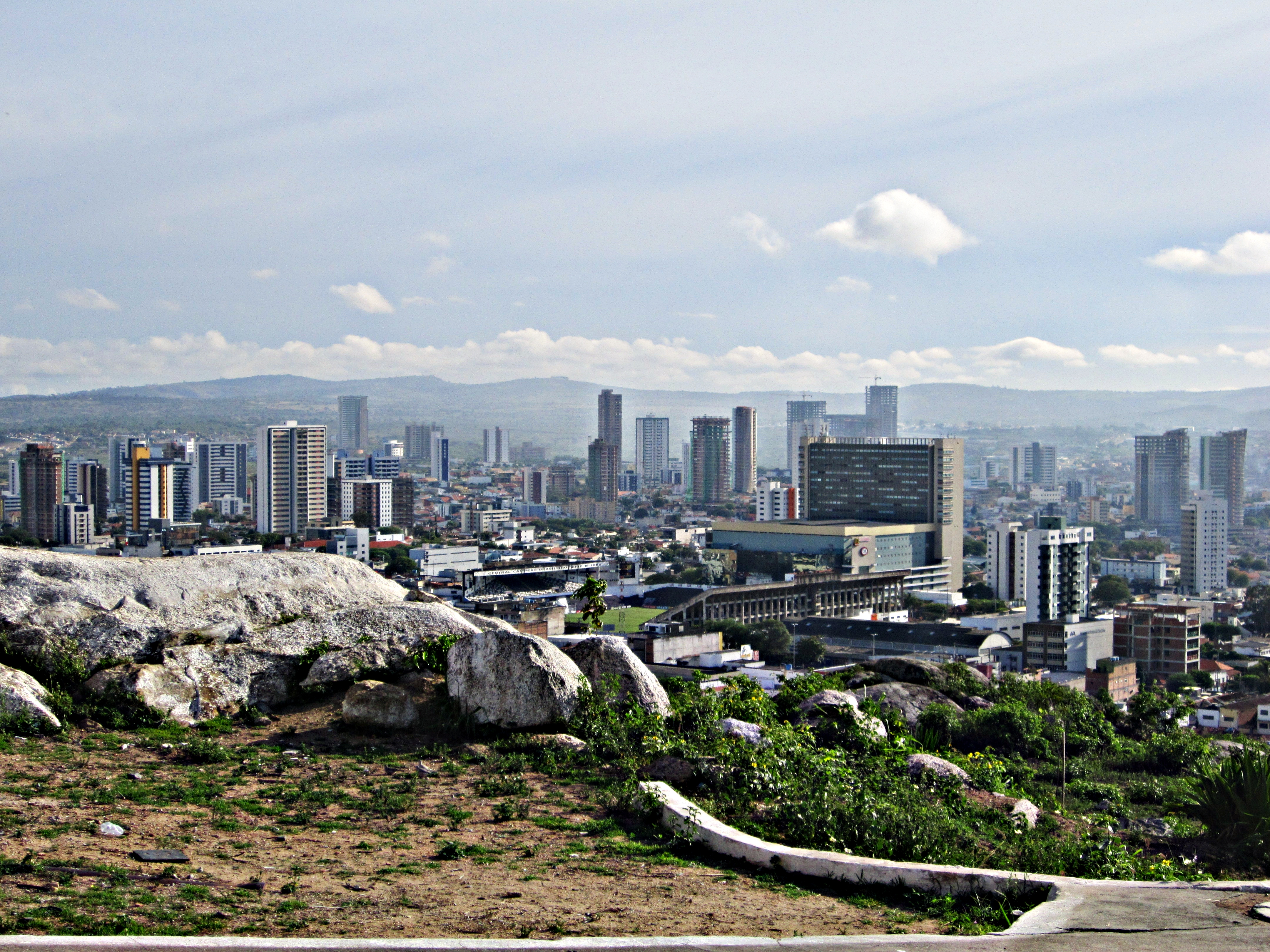
Caruaru, Pernambuco

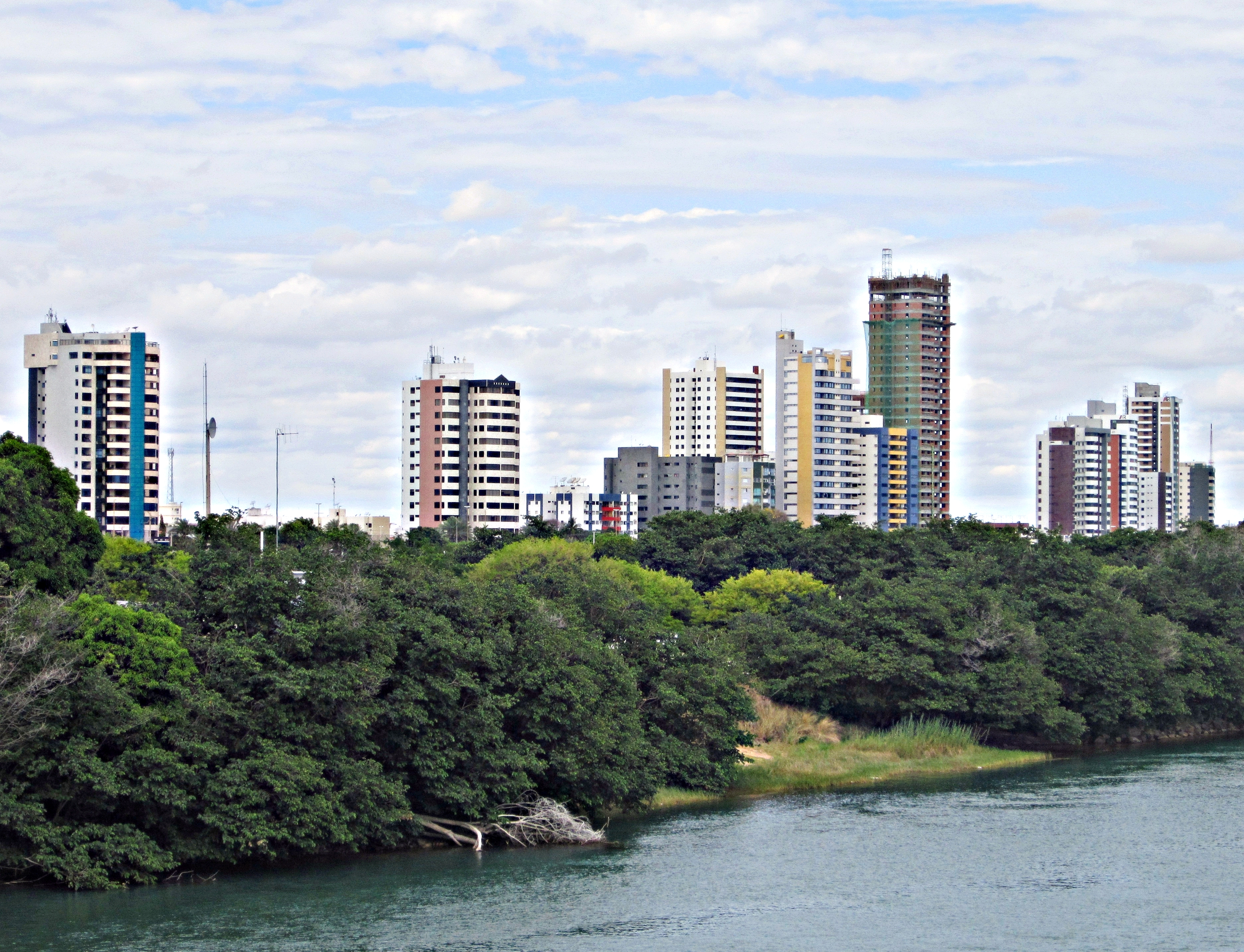
Petrolina, Pernambuco

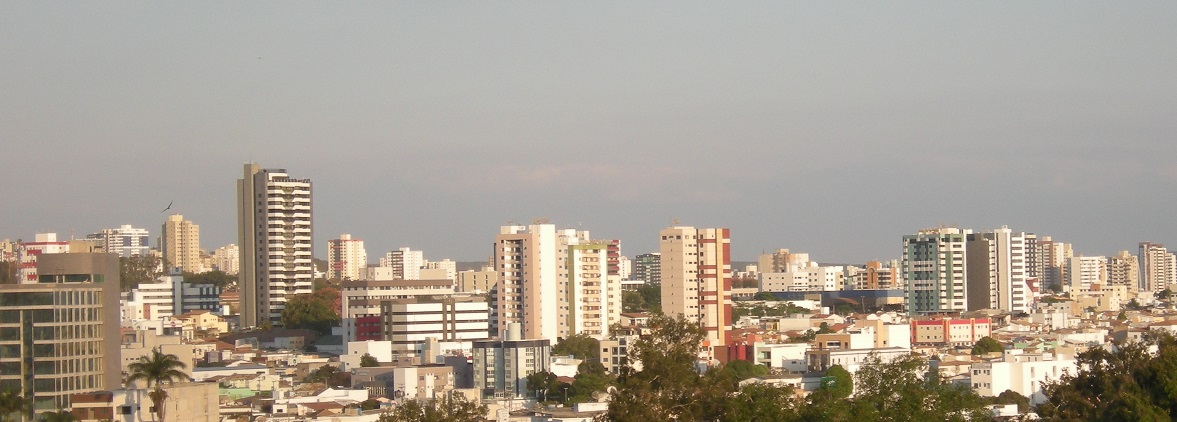
Vitória da Conquista, Bahia

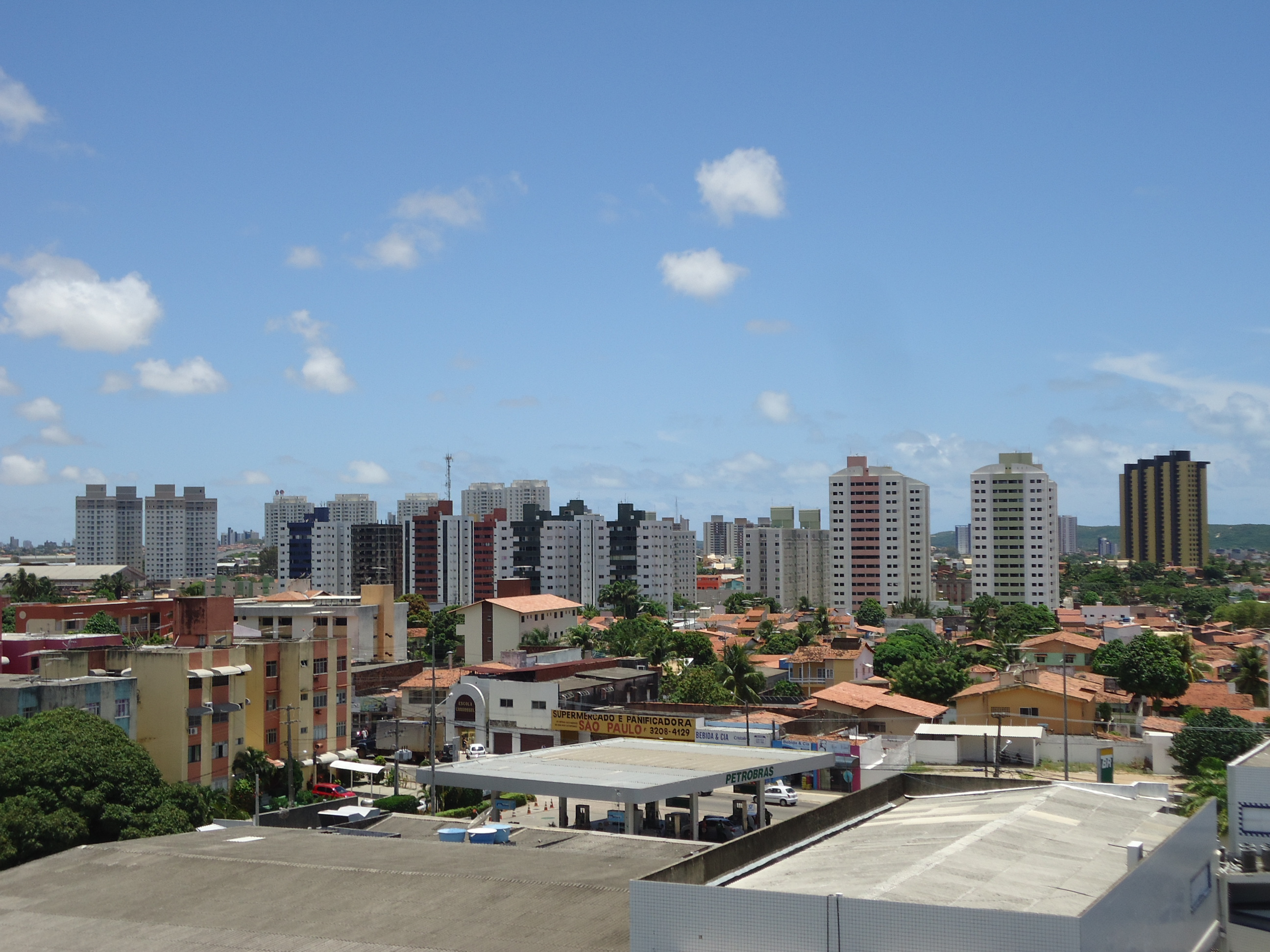
Parnamirim, Rio Grande do Norte

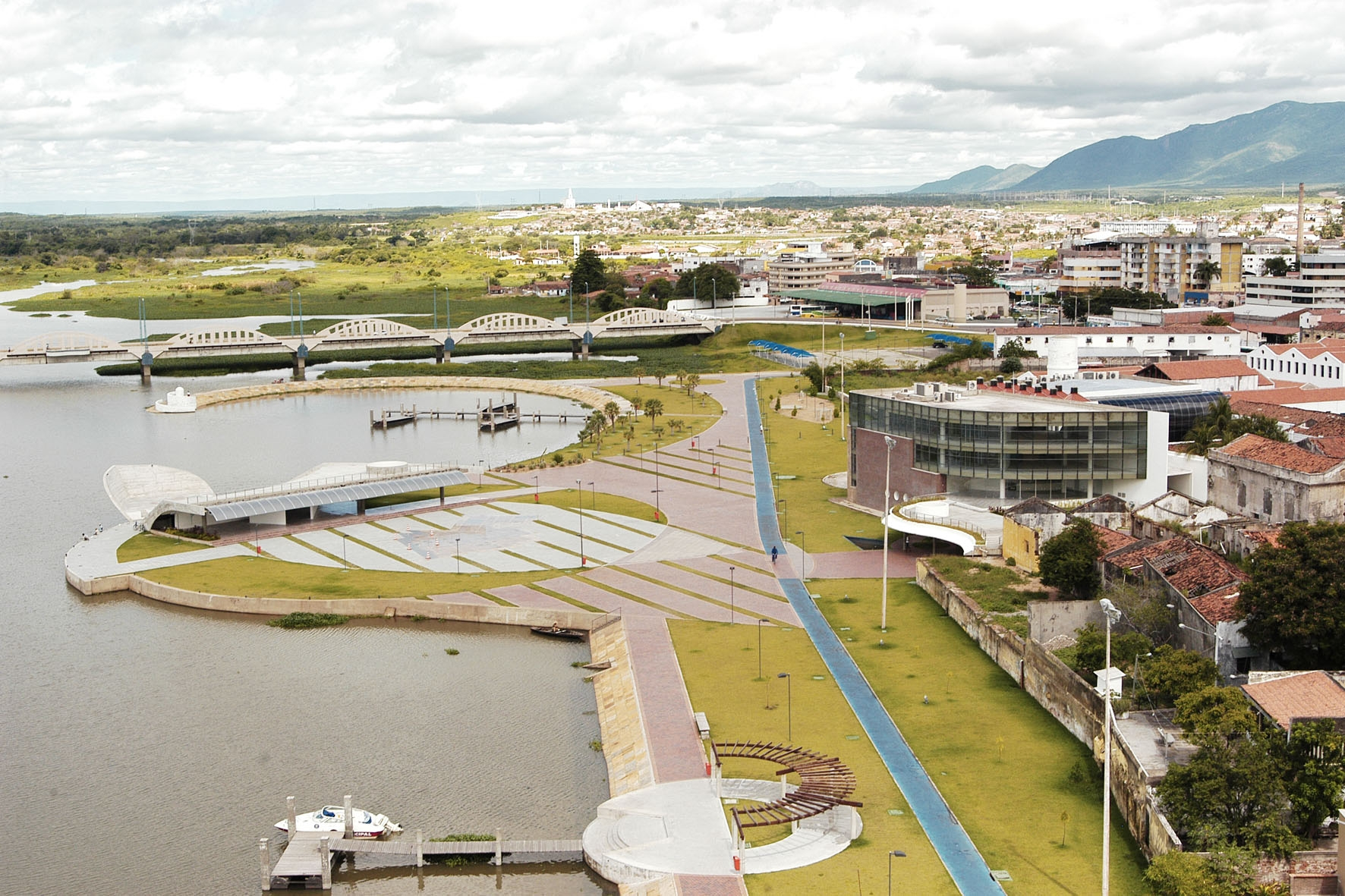
Sobral, Ceará

Esta é uma lista dos cem municípios mais populosos da Região Nordeste do Brasil de acordo com o último Censo Demográfico pelo Instituto Brasileiro de Geografia e Estatística (IBGE), em 2022.

## Maiores municípios pelo Censo de 2022
| Pos. | Município                | UF                  | População municipal |
| ---- | ------------------------ | ------------------- | ------------------- |
| 1    | Fortaleza                | Ceará               | 2.428.678           |
| 2    | Salvador                 | Bahia               | 2.418.005           |
| 3    | Recife                   | Pernambuco          | 1.488.920           |
| 4    | São Luís                 | Maranhão            | 1.037.775           |
| 5    | Maceió                   | Alagoas             | 957.916             |
| 6    | Teresina                 | Piauí               | 866.300             |
| 7    | João Pessoa              | Paraíba             | 833.932             |
| 8    | Natal                    | Rio Grande do Norte | 751.300             |
| 9    | Jaboatão dos Guararapes  | Pernambuco          | 643.759             |
| 10   | Feira de Santana         | Bahia               | 616.279             |
| 11   | Aracaju                  | Sergipe             | 602.757             |
| 12   | Campina Grande           | Paraíba             | 419.379             |
| 13   | Petrolina                | Pernambuco          | 386.786             |
| 14   | Caruaru                  | Pernambuco          | 378.052             |
| 15   | Vitória da Conquista     | Bahia               | 370.868             |
| 16   | Caucaia                  | Ceará               | 355.679             |
| 17   | Olinda                   | Pernambuco          | 349.976             |
| 18   | Paulista                 | Pernambuco          | 342.167             |
| 19   | Camaçari                 | Bahia               | 299.579             |
| 20   | Juazeiro do Norte        | Ceará               | 286.120             |
| 21   | Imperatriz               | Maranhão            | 273.110             |
| 22   | Mossoró                  | Rio Grande do Norte | 264.577             |
| 23   | Parnamirim               | Rio Grande do Norte | 252.716             |
| 24   | São José de Ribamar      | Maranhão            | 244.579             |
| 25   | Juazeiro                 | Bahia               | 235.816             |
| 26   | Arapiraca                | Alagoas             | 234.696             |
| 27   | Maracanaú                | Ceará               | 234.392             |
| 28   | Lauro de Freitas         | Bahia               | 203.334             |
| 29   | Cabo de Santo Agostinho  | Pernambuco          | 203.216             |
| 30   | Sobral                   | Ceará               | 203.023             |
| 31   | Nossa Senhora do Socorro | Sergipe             | 192.330             |
| 32   | Itabuna                  | Bahia               | 186.708             |
| 33   | Ilhéus                   | Bahia               | 178.703             |
| 34   | Timon                    | Maranhão            | 174.465             |
| 35   | Porto Seguro             | Bahia               | 167.955             |
| 36   | Parnaíba                 | Piauí               | 162.159             |
| 37   | Barreiras                | Bahia               | 159.743             |
| 38   | Jequié                   | Bahia               | 158.812             |
| 39   | Caxias                   | Maranhão            | 156.970             |
| 40   | Alagoinhas               | Bahia               | 151.065             |
| 41   | Santa Rita               | Paraíba             | 149.910             |
| 42   | Camaragibe               | Pernambuco          | 147.771             |
| 43   | Paço do Lumiar           | Maranhão            | 145.643             |
| 44   | Teixeira de Freitas      | Bahia               | 145.223             |
| 45   | Garanhuns                | Pernambuco          | 142.506             |
| 46   | Vitória de Santo Antão   | Pernambuco          | 134.110             |
| 47   | Itapipoca                | Ceará               | 131.123             |
| 48   | Crato                    | Ceará               | 131.050             |
| 49   | São Gonçalo do Amarante  | Rio Grande do Norte | 115.838             |
| 50   | Igarassu                 | Pernambuco          | 115.196             |
| 51   | Simões Filho             | Bahia               | 114.441             |
| 52   | Codó                     | Maranhão            | 114.269             |
| 53   | Eunápolis                | Bahia               | 113.709             |
| 54   | Paulo Afonso             | Bahia               | 112.870             |
| 55   | São Lourenço da Mata     | Pernambuco          | 111.243             |
| 56   | Luís Eduardo Magalhães   | Bahia               | 107.909             |
| 57   | Açailândia               | Maranhão            | 106.550             |
| 58   | Maranguape               | Ceará               | 105.093             |
| 59   | Bacabal                  | Maranhão            | 103.711             |
| 60   | Itabaiana                | Sergipe             | 103.439             |
| 61   | Patos                    | Paraíba             | 103.165             |
| 62   | Santo Antônio de Jesus   | Bahia               | 103.055             |
| 63   | Balsas                   | Maranhão            | 101.616             |
| 64   | Lagarto                  | Sergipe             | 101.579             |
| 65   | Ipojuca                  | Pernambuco          | 98.932              |
| 66   | Abreu e Lima             | Pernambuco          | 98.462              |
| 67   | Santa Cruz do Capibaribe | Pernambuco          | 98.254              |
| 68   | Iguatu                   | Ceará               | 98.064              |
| 69   | São Cristóvão            | Sergipe             | 95.612              |
| 70   | Rio Largo                | Alagoas             | 93.927              |
| 71   | Serra Talhada            | Pernambuco          | 92.228              |
| 72   | Guanambi                 | Bahia               | 87.817              |
| 73   | Gravatá                  | Pernambuco          | 86.516              |
| 74   | Valença                  | Bahia               | 85.655              |
| 75   | Araripina                | Pernambuco          | 85.088              |
| 76   | Santa Inês               | Maranhão            | 85.014              |
| 77   | Pinheiro                 | Maranhão            | 84.614              |
| 78   | Barra do Corda           | Maranhão            | 84.532              |
| 79   | Quixadá                  | Ceará               | 84.165              |
| 80   | Picos                    | Piauí               | 83.090              |
| 81   | Bayeux                   | Paraíba             | 82.742              |
| 82   | Jacobina                 | Bahia               | 82.590              |
| 83   | Macaíba                  | Rio Grande do Norte | 82.212              |
| 84   | Quixeramobim             | Ceará               | 82.122              |
| 85   | Tianguá                  | Ceará               | 81.506              |
| 86   | Chapadinha               | Maranhão            | 81.386              |
| 87   | Pacatuba                 | Ceará               | 81.238              |
| 88   | Goiana                   | Pernambuco          | 81.042              |
| 89   | Serrinha                 | Bahia               | 80.435              |
| 90   | Aquiraz                  | Ceará               | 80.243              |
| 91   | Belo Jardim              | Pernambuco          | 79.507              |
| 92   | Carpina                  | Pernambuco          | 79.293              |
| 93   | Ceará-Mirim              | Rio Grande do Norte | 79.115              |
| 94   | Arcoverde                | Pernambuco          | 77.586              |
| 95   | Crateús                  | Ceará               | 76.390              |
| 96   | Aracati                  | Ceará               | 75.112              |
| 97   | Barbalha                 | Ceará               | 75.033              |
| 98   | Horizonte                | Ceará               | 74.754              |
| 99   | Irecê                    | Bahia               | 74.507              |
| 100  | Senhor do Bonfim         | Bahia               | 74.490              |

## Distribuição por estado
Os estados que tiveram mais municípios foram Bahia (23), Pernambuco (22) e Ceará (18). Os que menos tiveram municípios foram Sergipe (5), e Alagoas (4) e Piauí (3). Veja a lista Completa:
| Posição | Estado              | Nº de Municípios | Total População |
| ------- | ------------------- | ---------------- | --------------- |
| 1       | Bahia               | 23               | 6.622.251       |
| 2       | Pernambuco          | 22               | 5.176.245       |
| 3       | Ceará               | 18               | 4.721.281       |
| 4       | Maranhão            | 15               | 2.715.796       |
| 5       | Paraíba             | 5                | 1.516.433       |
| 6       | Rio Grande do Norte | 5                | 1.626.154       |
| 7       | Sergipe             | 5                | 1.062.500       |
| 8       | Alagoas             | 4                | 1.371.905       |
| 9       | Piauí               | 3                | 1.062.849       |

Percentual da população do estado:
Segundo a tabela, a porcentagem é maior no estado de Pernambuco, onde 58% da população está em apenas 23 municípios. O menor índice é no estado do Piauí, 33%. Somando a população de todas as cem maiores cidades do Nordeste, tem-se um resultado em que cerca de 45% da população está concentrada nessas cidades, assim como 13% da população do Brasil.
| Estado              | População  | % do Estado |
| ------------------- | ---------- | ----------- |
| Bahia               | 6.613.839  | 46%         |
| Pernambuco          | 5.145.772  | 58%         |
| Ceará               | 4.261.669  | 50%         |
| Maranhão            | 2.559.319  | 42%         |
| Paraíba             | 1.409.704  | 37%         |
| Rio Grande do Norte | 1.315.449  | 41%         |
| Alagoas             | 1.219.399  | 49%         |
| Piauí               | 1.021.617  | 33%         |
| Sergipe             | 953.515    | 48%         |
| Nordeste            | 23.478.687 | 44%         |
| Brasil              | -          | 13%         |